# NGC 3180
NGC 3180 — часть спирального рукава галактики NGC 3184 в созвездии Большой Медведицы. Открыта Биндоном Стони в 1851 году.
Объект, подобно NGC 3181, тесно связан с NGC 3184: когда У. Гершель исследовал NGC 3184, он описал последнюю галактику как «несвязанную». Гершель-сын (Дж. Гершель) сообщил, что NGC 3180 (тогда h 689) совпадает с NGC 3184 (тогда h 688). Дрейер также отмечает эквивалентность h 688 и h 689 (под GC 2053), указывая, что объекты никогда не наблюдались одновременно. Лорд Росс, однако, выделял NGC 3180 как самостоятельный объект в 5" от NGC 3184, связанный с h 688. Корвин поясняет, что NGC 3180 — это звёздное облако (область H II) в северо-восточной части NGC 3184, a NGC 3181 — аналогичный объект в юго-восточной части.
Этот объект входит в число перечисленных в оригинальной редакции «Нового общего каталога».